# Блакитноока кішка
Блакитноока (англ. Ojos azules) — рідкісна порода кішок, що виведена порівняно нещодавно.

## Історія
Своє походження вона веде від кішки черепахового забарвлення з дивними блакитними очима, як у кішок з білим забарвленням, виведених у штаті Нью-Мексико в США в 1984 році. Вона дала початок кішкам будь-якого забарвлення, але із блакитними очима. Назву одержала за колір очей. Стандарт породи був прийнятий Міжнародною асоціацією любителів кішок ТІСА в 1991 році. Порода нечисленна й за межами США майже невідома.

## Характер
Кішки ласкаві, рухливі, прив'язливі. Добре уживаються з іншими тваринами. Гарні компаньйони.

## Зовнішній вигляд
Кішки породи блакитноока — витончені тварини середніх розмірів. Тіло пропорційне, не занадто довге, не надто масивне. Скелет середній. Лапи маленькі, округлі. Задні кінцівки трохи довші за передні. Хвіст середній, пропорційний до тулуба. Кінчик хвоста загострений.
Голова близька за формою до рівностороннього трикутника. Чоло трохи опукле. Морда квадратна. Ледь виражена сіделка. Вуха середньої величини, високо поставлені, заокруглені на кінцях. Очі великі, але не опуклі. Колір очей світло-блакитний або сіро-блакитний (темному кольору надається перевага). Слух нормальний. Якщо очі різнобарвні, зіниця може бути золотавою, мідною або зеленою. Шия вигнута, досить гнучка.
Шерсть коротка, шовковиста, тонка, м'яка, блискуча, прилягає до тіла. Підшерстя розвинене середньо.

### Забарвлення
Допускаються будь-які варіації забарвлення, крім гімалайських та їхніх варіацій з білим. Небажаним є біле забарвлення. Часто зустрічаються білі плями на морді, кінцівках і хвості. Вадою вважається наявність плям на животі й грудях. Кінчик хвоста при багатоколірному забарвленні повинен бути білим.